# إسكس هيمفيل
إسكس هيمفيل (بالإنجليزية: Essex Hemphill)‏ هو شاعر أمريكي، ولد في 16 أبريل 1957 في شيكاغو في الولايات المتحدة، وتوفي في 4 نوفمبر 1995 في فيلادلفيا في الولايات المتحدة.

## وصلات خارجية
- إسكس هيمفيل على موقع IMDb (الإنجليزية)